# Jastrzębiec (Góry Izerskie)
Jastrzębiec (niem. Geierberg, 792 m n.p.m.) – wzniesienie w południowo-zachodniej Polsce, w Sudetach Zachodnich, w Górach Izerskich.
Wzniesienie we wschodniej części Grzbietu Kamienickiego Gór Izerskich, na wschód od Rozdroża Izerskiego. Wyrasta pomiędzy Piaszczystą na południowym zachodzie a Gaikiem na wschodzie. Wraz z Gaikiem i Kopaniem tworzy rozległy, wydłużony masyw.
Zbudowane ze skał metamorficznych – gnejsów i granitognejsów, należących do bloku karkonosko-izerskiego, a ściślej jego północno-zachodniej części – metamorfiku izerskiego.
Cały masyw jest zalesiony.

## Turystyka
Przez szczyt przechodzi szlak turystyczny:
- niebieski – szlak z Świeradowa przez Sępią Górę, Rozdroże Izerskie na Zimną Przełęcz, do Rybnicy i dalej.